# Alberto Antonini
Alberto Antonini (Cerreto Guidi, 10 de junho de 1959) é um enólogo italiano. É consultor de vinhos, envolvido em vários vinhedos e adegas de todo o mundo, incluindo Itália, Estados Unidos, Argentina, África do Sul, Romênia, Chile e Portugal.

## Carreira
A educação de Antonini inclui Doutorado em Estudos Agrícolas pela Universidade de Florença e graduação em enologia pela Universidade de Bordéus e pela Universidade da Califórnia.
Sua experiência inclui atuação como enólogo chefe das vinícolas das famílias Antinori e Frescobaldi, duas das líderes mundiais na área. Também participa de vários projetos no novo mundo, particularmente nos Estados Unidos e na Argentina, onde é enólogo consultor da E & J Gallo Winery, Altos Las Hormigas, Bodega Melipal, Al Este Bodega y Viñedos e Bodegas Nieto Senetiner. Além disso, aconselha Concha y Toro, no Chile e a Sogrape Vinhos, em Portugal.
Seus projectos incluem Chianti Classico, Castello di Bossi e Merlot Girolamo, e os vinhos da aliança Poggio al Tesoro Bolgheri, entre a família Allegrini e o importador estadunidense Leonardo LoCascio.
Alberto Antonini utiliza técnicas modernas, sem perder a tradição vitivinícola antiga, na busca para desenvolver vinhos de alta qualidade. Alberto Antonini é reconhecido pelo papel decisivo que desempenhou no processo de desenvolvimento, de reconhecimento e reputação internacional dos vinhos Malbec da Argentina.